# Cadence Design Systems
Cádence Design Systems, Inc (NASDAQ: CDNS) — компания, занимающаяся разработкой программного обеспечения для автоматизации проектирования электронных устройств (англ. EDA) и предоставлением инженерных услуг. Основана в 1988 году в результате объединения компаний SDA Systems и ECAD. В течение многих лет была крупнейшей компанией в EDA индустрии.
Штаб-квартира Cadence находится в Сан-Хосе, Калифорния. Компания является одним из крупнейших поставщиков технологий проектирования электронных устройств и инженерных услуг в EDA индустрии. Основным продуктом компании является программное обеспечение для проектирования микросхем и печатных плат.
В Cadence работает примерно 5000 сотрудников и на 2008 год доходы компании составили 1,04 млрд $. В ноябре 2007 года Cadence была включена журналом San Jose Magazine в список 50 лучших работодателей в Кремниевой долине.
В январе 2009 года было объявлено о назначении Лип-Бу Тана президентом и CEO компании. Тан до этого занимал должность CEO в компании Walden International. Он входил в совет директоров Cadence с 2004 года.

## Основные продукты
Продукты Cadence нацелены на различные типы проектирования и верификации:
- Virtuoso Platform — инструменты для проектирования интегральных схем[8]; в него входит структурное представление, поведенческое моделирование (Verilog-AMS), симуляция схемы, полный макет, физическая верификация. Используется, в основном, для проектирования аналоговых схем, но так же используется для проектирования памяти и FPGA.
- Genus Platform — инструменты для проектирования, тестирования и синтеза цифровых интегральных схем[9].
- Xcelium Platform — инструменты для симуляции, функциональной верификации RTL, включая модели, основанные на Verilog, VHDL и SystemC. Сюда входит формальная верификация, проверка формальной эквиваленции и эмуляция[10].
- Verification IP[11]
- Allegro Platform — инструменты для совместного проектирования интегральных схем и печатных плат[10].
- OrCAD/PSpice — Инструменты для небольших компаний проектирования и индивидуальных разработчиков[10].